# 鹧鸪轮螺
鹧鸪轮螺（学名：Architectonica perdix），是中腹足目车轮螺科车轮螺属的一种。主要分布于越南、中国大陆，常栖息在潮下带。